# Maria Clara David
Maria Clara David Guedes (Rio de Janeiro, 25 de março de 1999), é uma atriz brasileira e estudante de Cinema na PUC-Rio.

## Carreira
Estreou no filme Xuxa em Sonho de Menina como a patricinha rica e mimada Glória Raposo.
Fez participações em especiais de alguns programas de humor como Zorra Total, Sob Nova Direção e Turma do Didi.
Participou também de uma edição de Linha Direta "Césio 137", que concorreu ao Emmy de melhor Jornalístico e do especial Xuxa e as Noviças. Desfilou durante anos no Fashion Rio. Viveu a personagem  Letícia Menezes em Malhação 2009 e apresentou o programa "Tempo de Criança" no canal Multirio em 2010canal 14 da NET.
Atualmente, Maria Clara é estudante de Cinema na Pontifícia Universidade Católica do Rio de Janeiro - PUC-Rio.

## Trabalhos na TV
- 2010 - Tempo de criança - Apresentadora
- 2009 - Malhação 2009 -  Letícia Menezes
- 2008 - Xuxa e as Noviças - Noviça
- 2008 - Beleza Pura
- 2008 - Dicas de um sedutor
- 2007/2008 - Turma do Didi
- 2007 - Linha Direta - Leide das Neves Ferreira
- 2005 - Zorra Total - Funkeirinha e outros

## Trabalhos no cinema
- 2007 - Xuxa em Sonho de Menina[1] - Glórinha
- 2017 - D.P.A - Detetives Do Prédio Azul - Mari P Jovem

## Peças de Teatro
- 2011 - Contos de Fada - Fada das Letras